# Kimura Masahiko (cầu thủ bóng đá)
Masahiko Kimura (sinh ngày 1 tháng 10 năm 1984) là một cầu thủ bóng đá người Nhật Bản.

## Sự nghiệp câu lạc bộ
Masahiko Kimura đã từng chơi cho FC Gifu và Fagiano Okayama.